# Concile de Pise (1135)
Cet article concerne le concile de 1135. Pour celui de 1409, voir Concile de Pise (1409). Pour celui de 1511, voir Concile de Pise (1511).

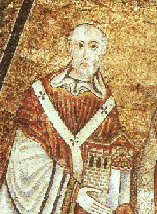
Innocent II.

Le concile de Pise est réuni en mai 1135 par le pape Innocent II dans le cours de sa lutte contre l'antipape Anaclet II.

## Contexte
En 1130, dans la nuit où meurt Honorius II, seize cardinaux élisent le pape Innocent II. Quelques heures plus tard, vingt cardinaux se réunissent en un nouveau conclave. Ils élisent Anaclet II. Ni l'une ni l'autre de ces élections ne satisfait aux exigences légales — qui, à cette époque, manquent de clarté. Certains, comme Paul Johnson, voient dans cette double élection une rivalité entre deux puissantes familles, celle des Frangipani et celle des Pierleoni. John Norman Davidson Kelly pense, au contraire, qu'elle reflète une profonde division entre les cardinaux :
- les plus jeunes, depuis le concordat de Worms, s'attachent au renouveau interne de l'Église ;
- tandis que les plus vieux estiment que la réforme grégorienne consiste à arracher au Saint-Empire toujours plus de nouvelles concessions[3].

Allié à Roger II de Sicile, Anaclet va gouverner Rome paisiblement durant huit ans. Réfugié en France, Innocent obtient de Louis VI la convocation, en octobre 1130, du concile régional de Clermont, où Bernard de Clairvaux le désigne comme pontife légitime de Rome. Anaclet y est excommunié. Innocent préside l'année suivante le concile régional de Reims, où il jette l'anathème sur Anaclet.
Il revient à Rome en 1133, à la suite de l'entrée de Lothaire dans cette ville, mais ne peut s'y maintenir. II se retire alors à Pise.

## Déroulement
En mai 1135, il y préside un concile où se manifeste l'alliance entre lui-même, Bernard de Clairvaux et les templiers.  L'expansion de l'ordre du Temple en Italie est en effet assujettie à la victoire d'Innocent, qui lui est très favorable. Bernard intervient violemment contre Anaclet. Le concile prend fin en juin. Il renouvelle les sanctions contre le parti adverse : il frappe d'anathème Anaclet et Roger II de Sicile.
Par ailleurs, il dépose le prince-évêque de Liège, Alexandre Ier, accusé de simonie ; et il convainc d'hérésie le prédicateur Henri de Lausanne (Henri de Cluny), le faisant emprisonner.

## Suites
Le schisme prend fin en 1138, année de la mort d'Anaclet. Le successeur de ce dernier, Victor IV, se démet au bout de quelques mois. Innocent est reconnu pontife.
Le concile de Pise n'est pas œcuménique. Innocent convoque donc dès 1139 le deuxième concile du Latran, qui confirme — leur donnant une plus grande solennité — les décrets des conciles de Clermont, de Reims et de Pise.